# Frank van der Struijk
Frank van der Struijk (Boxtel, 28 marzo 1985) è un calciatore olandese, difensore del CHC Den Bosch.

## Carriera
Ha giocato dal 2003 al 2008 al Willem II. Nell'estate 2008 si trasferisce a titolo definitivo al Vitesse. Il 1º gennaio 2010 passa in prestito secco al Willem II. Al termine della stagione, torna al Vitesse, in cui milita per altre quattro stagioni. Nell'estate 2014 viene acquistato dal Willem II, in cui per la terza volta dopo le esperienze del quinquennio 2003-2008 e del 2010. 
Al termine della stagione 2015-2016 rimane svincolato. Il 26 agosto 2016 firma con il Dundee United

### Nazionale
Viene convocato nella nazionale olandese under 21 nel 2007. Con l'under-21 ha totalizzato una presenza.

## Statistiche

### Presenze e reti nei club
Dati aggiornati al 30 settembre 2016.
| Stagione             | Squadra              | Campionato           | Campionato | Campionato | Totale   | Totale |
| Stagione             | Squadra              | Campionato           | Presenze   | Reti       | Presenze | Reti   |
| -------------------- | -------------------- | -------------------- | ---------- | ---------- | -------- | ------ |
| 2003-2004            | Willem II            | Eredivisie           | 7          | 0          | 7        | 0      |
| 2004-2005            | Willem II            | Eredivisie           | 21         | 0          | 21       | 0      |
| 2005-2006            | Willem II            | Eredivisie           | 15         | 0          | 15       | 0      |
| 2006-2007            | Willem II            | Eredivisie           | 33         | 1          | 33       | 1      |
| 2007-2008            | Willem II            | Eredivisie           | 33         | 4          | 33       | 4      |
| Totale Willem II     | Totale Willem II     | Totale Willem II     | 109        | 5          | 109      | 5      |
| 2008-2009            | Vitesse              | Eredivisie           | 26         | 1          | 26       | 1      |
| 2009-gen. 2010       | Vitesse              | Eredivisie           | 16         | 0          | 16       | 0      |
| Totale Vitesse       | Totale Vitesse       | Totale Vitesse       | 42         | 1          | 42       | 1      |
| gen.-giu. 2010       | Willem II            | Eredivisie           | 11+4       | 0          | 11+4     | 0      |
| Totale Willem II     | Totale Willem II     | Totale Willem II     | 11+4       | 0          | 11+4     | 0      |
| 2010-2011            | Vitesse              | Eredivisie           | 25         | 0          | 25       | 0      |
| 2011-2012            | Vitesse              | Eredivisie           | 21         | 0          | 21       | 0      |
| 2012-2013            | Vitesse              | Eredivisie           | 12         | 0          | 12       | 0      |
| 2013-2014            | Vitesse              | Eredivisie           | 14         | 0          | 14       | 0      |
| Totale Vitesse       | Totale Vitesse       | Totale Vitesse       | 72         | 0          | 72       | 0      |
| 2014-2015            | Willem II            | Eredivisie           | 29         | 1          | 29       | 1      |
| 2015-2016            | Willem II            | Eredivisie           | 30         | 0          | 30       | 0      |
| Totale Willem II     | Totale Willem II     | Totale Willem II     | 59         | 1          | 59       | 1      |
| 2016-                | Dundee United        | SC                   | 3          | 0          | 3        | 0      |
| Totale Dundee United | Totale Dundee United | Totale Dundee United | 3          | 0          | 3        | 0      |
| Totale carriera      | Totale carriera      | Totale carriera      | 296+4      | 7          | 296+4    | 7      |

## Palmarès

### Club

#### Competizioni nazionali
- Scottish Challenge Cup: 1

Dundee United: 2016-2017

### Nazionale
- Campionato d'Europa Under-21: 1

2007